# Српска соколска Жупа на Приморју
Српска соколска Жупа на Приморју основана је 5. маја 1912. године. У њен састав су ушли: Српски Соко Херцег-Нови основан 1910. године, Српски Соко Ђеновићи основан 15. октобра 1911. године, Српски Соко Будва основан 22. јула 1912. године и Спрски Соко Бијела основан 1912. године.
Први слет Српске соколске жупе на Приморју одржан је 12. октобра 1913. године у Дубровнику. Други слет Жупе одржан је на Далматинском Косову код цркве Лазарице на Видовдан 1914. године, у сам освит Првог светског рата.

## Први Слет
Слет је почео поворком из Дубровника ка вјежбалишту у Грушком пољу. У поворци су учествовали: Дубровачка Грађанска музика, Соколске заставе, Старјешинства жупа и друштава, Хрватски соколи, Соколски подмладак „Душана Силног“ и „Душан Силни“ из Дубровника. После вјежби соколи су отишли на Брсаље, гдје је била јавна забава и весеље. Учествовало је 500 сокола. Поводом Слета, Жупа је издала разгледницу. Вјежбе су биле изведене добро и прецизно. Успјех слета је био велики. Учествовале су хрватске соколске жупе „Војвода Хрвоје“ из Сплита и „Гундулићеве“ из Дубровника.